# Hemihyalea haxairei
Hemihyalea haxairei là một loài bướm đêm thuộc phân họ Arctiinae, họ Erebidae.